# Oneirophrénie
 Mise en garde médicale
L’oneirophrénie est un état hallucinatoire causé par divers facteurs tels qu'une agrypnie prolongée, une privation sensorielle ou les drogues (comme l'ibogaïne). Le terme vient des mots grecs ὄνειρο (oneiro, « rêve ») et φρενός (phrenos, « esprit »). Elle possède les caractéristiques de la schizophrénie, tels qu'un état de confusion et de manque de conscience, mais sans aucune présence des symptômes de dissociation typiques à ce trouble.
Les individus affectés par l'oneirophrénie ont un sentiment de perte de réalité dans lequel, dans de sévères cas, ils peuvent par la suite souffrir d'illusions et d'hallucinations. Il est estimé à 50 %, ou plus, le taux de patients schizophrènes présentant des caractéristiques d'oneirophrénie.
L'oneirophrénie a été étudié durant les années 1950 par le psychiatre et neurologue Ladislas J. Meduna (1896-1964), également connu pour avoir inventé la cure de Sakel.
Bien que le terme soit cité dans certains manuels de psychiatrie, comme le DSM-IV et la Classification internationale des maladies (CIM), l'oneirophrénie en tant qu'entité à part n'est plus en actuelle utilisation.